# Sash JM
Sash JM (* 13. April 1988 in Kiew; bürgerlicher Name: Alexander K.) ist ein deutscher NS-Rapper und rechtskräftig verurteilter Mörder. Die Presse gab ihm den Namen Maschseemörder, weil er sein Opfer, eine 44-jährige Gelegenheitsprostituierte, zerstückelt und im Maschsee versenkt hatte.

## Leben
Alexander K. kam 1993 mit seinen Eltern aus der Ukraine nach Minden. Er galt nach eigenen Angaben als auffälliges Kind und verließ 2001 sein Elternhaus. Von da an lebte er in Heimen, auf der Straße sowie in Kliniken und Gefängnissen. Er hielt sich überwiegend im kleinkriminellen Milieu auf und wurde immer wieder straffällig. Unter anderem soll er in Minden einen Libanesen niedergestochen haben. Bereits mit 13 Jahren begann er Lyrik zu verfassen und fing anschließend mit dem Rappen an. Nachdem er seine beiden bislang unveröffentlichten Alben Gottes Stimme und Satans Stimme aufnahm, die sich vor allem mit philosophischen Themen, Drogenkonsum und gesellschaftlichen Missständen befassten, begann er sich für die rechtsextreme Szene zu interessieren. Er veröffentlichte mehrere Tracks mit rechtsextremen Inhalten, die von der Szene jedoch als dilettantisch angesehen wurden. Eine gewisse Popularität erreichte er mit Remixen von Liedern des rechtsextremen Liedermachers Frank Rennicke, die dieser jedoch zunächst ablehnte. Als er merkte, dass diese Lieder bei einer jüngeren Zielgruppe gut ankamen, gab er diesen doch noch seinen Segen. Sash JMs größter Hit wurde damit der Remix von Die neue Nationalhymne, der bis zur Sperrung seines YouTube-Kontos rund 35.500 mal abgerufen wurde. Weitere Popularität erreichte er durch seine Website Rechtsrap.de, mit der er versuchte, eine Anlaufstelle für rechtsextreme Hip-Hop-Musiker zu schaffen. In dem Internetforum fiel er selbst durch markige Sprüche auf. Er trat außerdem als Unterstützer der rechtspopulistischen Partei Freie Wähler Bremen auf. Seine Lieder mischen wirr popkulturelle Zitate, Battle-Rap-Punchlines, Gewaltphantasien und Beschreibungen seiner psychischen Probleme. Eine gewisse Popularität erreichte das Lied Oslo Amok Terror Song 2011, in dem er die Anschläge in Norwegen 2011 von Anders Behring Breivik glorifiziert. Sash JM gilt heute als Vorreiter der NS-Rap-Szene.
Im Zeitraum von 2009 bis 2011 spielte Alexander K. in zwei Folgen Niedrig und Kuhnt und in einer Staffel X-Diaries mit. Die X-Diaries-Episode, in der er mitspielte, wurde nach einmaliger Ausstrahlung jedoch von der Produktionsfirma Filmpool aus dem Programm gestrichen, nachdem bekannt geworden war, dass Alexander K. einen Mord begangen hatte.

### Mord
Bereits 2011 soll ein Bekannter von K. sich an die Polizei gewandt haben, weil dieser ihm von seinen Mordphantasien berichtet hatte. Im Oktober 2012 ermordete K. schließlich eine 44-jährige Gelegenheitsprostituierte und zerstückelte den leblosen Körper. Die Leichenteile versenkte er daraufhin im hannoverschen Maschsee. Konfrontiert mit der Frage des Tatmotives, sagte seine ehemalige Freundin aus, die 44-jährige Prostituierte habe sich über seine rechtsextreme Gesinnung amüsiert sowie Scherze über Adolf Hitlers Mein Kampf gemacht. Seine Ex-Freundin gilt juristisch als Mittäterin. Sie half ihm, laut eigener Aussage allerdings unter Zwang, die Überreste seines Opfers im Maschsee zu versenken. Zudem verwendete sie die EC-Karte des Opfers, um sich selbst zu bereichern. Entgegen einigen Presseberichten, die behaupten, Alexander K. prahle mit seinem Mord und habe sich selbst die Bezeichnung „Maschseemörder“ gegeben, bestritt er bis zum Gerichtsurteil die ihm angelastete Tat und versuchte erfolglos, seine Exfreundin zu belasten.
K. wurde auf Grund einer massiven Persönlichkeitsstörung, nämlich einer dissoziale Persönlichkeitsstörung mit narzisstischen und paranoiden Anteilen, eine verminderte Schuldfähigkeit eingeräumt. Deshalb fiel das Urteil vergleichsweise mild aus, mit einer Freiheitsstrafe von zwölf Jahren. Zunächst wurde die Unterbringung in einem psychiatrischen Krankenhaus angeordnet. Die Richter gingen davon aus, dass er aus purer Mordlust gehandelt habe. Er war bekannterweise schon seit mehreren Jahren drogenabhängig. Des Weiteren habe K. massive seelische und soziale Probleme. Diese würden ihn dermaßen unberechenbar machen, dass ein freies Leben in der Gesellschaft momentan nicht zu verantworten sei. Seine Probleme und Belastungen hatte er zwar, unter anderem in seinen Raptexten, versucht zu verarbeiten. Doch sowohl diese als auch seine rechtsextreme Gesinnung spielten während des Prozesses kaum eine Rolle. Auch die Polizei, die in seiner Wohnung zahlreiche Hinweise auf sein rechtsextremistisches Gedankengut fand, ermittelte nicht weiter in dieser Richtung. Die Staatsanwaltschaft verzichtete ebenfalls darauf, diese Aspekte in den Prozess einzubringen. Während des Prozesses wurde in den Medien über den Fall berichtet und Alexander K. erhielt den Beinamen Maschseemörder. Nachdem Bild einen seiner Texte veröffentlichte, begann die Polizei zu ermitteln, um eine mögliche Tatbeteiligung in einem ähnlichen Mordfall nachzuweisen. Einige Jahre zuvor wurden in Hannover die Teile der verstümmelten Leiche von Monika P., in blauen Plastiksäcken verpackt, unter einer Brücke gefunden. Einer seiner Texte habe frappierende Ähnlichkeit mit dem Mordfall gehabt und sei am Tag des Verschwindens des Opfers ins Internet gestellt worden. Die Untersuchung blieb jedoch ergebnislos.

### Haft und Entlassung
Alexander K. wurde zunächst im Maßregelvollzug in einer psychiatrischen Einrichtung untergebracht und wechselte im Sommer 2021 in den regulären Strafvollzug. Er wurde Ende Mai 2025 aus der Haft entlassen und steht im Anschluss für fünf Jahre unter Führungsaufsicht. Nach Angaben von RTL hat er bereits kurz nach der Entlassung im Internet Videos veröffentlicht, in denen er mit der Tat prahlt und auch darüber rappe. Auch verschenke er T-Shirts mit der Aufschrift "Ich überlebte ein Date - Maschsee Mörder" an Frauen und veröffentliche dies auf Videoplattformen. Zudem habe er ein Buch über seine Tat geschrieben.